# Sergei Igorewitsch Jelisarow
Sergei Igorewitsch Jelisarow (russisch Сергей Игоревич Елизаров; * 5. Februar 1985 in der Russischen SFSR) ist ein russischer Eishockeyspieler, der seit 2010 bei Torpedo Ust-Kamenogorsk in der Wysschaja Hockey-Liga unter Vertrag steht.      

## Karriere
Sergei Jelisarow begann seine Karriere als Eishockeyspieler bei Ischorez Sankt Petersburg, für dessen erste Mannschaft er in der Saison 2001/02 in der drittklassigen Perwaja Liga aktiv war. Von 2003 bis 2005 stand der Angreifer beim HK Sibir Nowosibirsk unter Vertrag, für den er jedoch nur zu zwei Einsätzen in der Superliga kam. Die Saison 2005/06 verbrachte er bei Energija Kemerowo in der Wysschaja Liga, der zweiten russischen Spielklasse. Die folgende Spielzeit begann er bei Amur Chabarowsk, für das er vier punktlosen Spielen in der Superliga auf dem Eis stand. Zudem erzielte er zwölf Scorerpunkte in neun Spielen für Amurs zweite Mannschaft in der Perwaja Liga. Die Saison beendete er schließlich bei Neftjanik Leninogorsk in der Wysschaja Liga.
Die Saison 2007/08 begann Jelisarow beim Zweitligisten Sauralje Kurgan, den er jedoch nach nur sechs Einsätzen wieder verließ, um in den folgenden eineinhalb Jahren für dessen Ligarivalen Kapitan Stupino auf Torejagd zu gehen. Für die Saison 2009/10 wurde der Russe erneut vom HK Sibir Nowosibirsk verpflichtet, für den er drei Spiele in der ein Jahr zuvor gegründeten Kontinentalen Hockey-Liga absolvierte, während er die gesamte restliche Spielzeit bei Sibirs Kooperationspartner und seinem Ex-Klub Sauralje Kurgan in der zweiten Liga verbrachte. 
Zur Saison 2010/11 wechselte Jelisarow zunächst zum kasachischen Verein HK Sary-Arka Karaganda, für den er auf europäischer Ebene zu drei Einsätzen im IIHF Continental Cup kam. Dabei erzielte er zwei Tore und bereitete eines vor. Im Laufe der Spielzeit wurde der Russe von ebenfalls aus Kasachstan stammenden Torpedo Ust-Kamenogorsk verpflichtet, der am Spielbetrieb der neuen zweiten russischen Spielklasse, der Wysschaja Hockey-Liga, teilnimmt. 

## Statistik
(Stand: Ende der Saison 2010/11)